# Hospedeiro definitivo
Hospedeiro definitivo é o que aloja o parasita em sua fase de maturidade ou em fase de reprodução sexuada e o hospedeiro intermediário é aquele que aloja o parasita em sua fase de larvária ou de reprodução assexuada.
Como exemplos, o ser humano é o hospedeiro definitivo de diversos parasitas, como o Schistosoma mansoni, uma vez que a fase sexuada da reprodução desse parasita ocorre no ser humano. 
Contudo, o hospedeiro definitivo das espécies de Plasmodium, causadores da malária, é o mosquito do gênero Anopheles, já que a fase sexuada do ciclo de vida desse parasita ocorre no mosquito. No caso desse parasita, o ser humano é o hospedeiro intermediário.
(Hospedeiro é um organismo que serve de habitat para outro que nele se instala encontrando as condições de sobrevivência. O hospedeiro pode ou não servir como fonte de alimento para a parasita.) 